# Wienerbækkenet
Wienerbækkenet er et tektonisk bækken i området mellem Alperne, Karpaterne og den pannoniske slette. Området har en udstrækning på omkring 50 x 200 km og mere end halvdelen er beliggende i det østrigske forbundsland Niederösterreich. Øvrige dele af bækkenet ligger i Tjekkiet og Slovakiet.
Det flade sletteagtige landområde frembyder gode økonomiske og erhvervsmæssige muligheder i det ellers bjergrige område. Området har især været udnyttet til landbrugsformål, hvilket fortsat er fremherskende mod øst. Lerforekomster har endvidere givet grobund for en teglindustri omkring Wien i det 19. århundrede, men på grund af andre industriers etablering i området er disse nu i hovedsagen lukket.
Området er i dag et af Østrigs vigtigste økonomiske kraftcentre på grund af koncentration af en række store industriområder. Endvidere er Wienerbækkenet i en dybde på mellem 500 til 4.000 m rig på olie- og gasforkomster, hvilket bidrager til Østrigs energiforsyning.
48°12′20″N 16°22′26″Ø / 48.2055°N 16.3738°Ø